# 前肛棘臀鲷
前肛棘臀鲷（学名：Paratrachichthys prosthemius）为棘鲷科棘臀鲷属的鱼类，俗名准燧鲷。分布于日本南部深海区以及台湾高雄等，属于深海底层鱼。该物种的模式产地在骏河湾。